# Institut Max-Planck de cybernétique biologique
L'Institut Max-Planck de cybernétique biologique (en allemand : Max-Planck-Institut für biologische Kybernetik) est un institut de recherche extra-universitaire, porté par la  Société Max-Planck pour le développement des sciences. Il a son siège à Tübingen. L'institut est actif dans la recherche fondamentale en sciences de la nature, en biologie et en cybernétique.

## Histoire de l'Institut
Les origines de l'institut fondé en 1968 remontent à un  groupe de recherche en cybernétique créé en 1958 et qui faisait alors partie de l'Institut Max-Planck de biologie. L'Institut Max-Planck de biologie remonte lui-même à la Société Kaiser-Wilhelm de biologie, fondée à Berlin-Dahlem en 1913. L'institut actuel a été fondé en 1968.

## Objectifs et organisation
L'institut étudie les processus cognitifs dans des domaines expérimentaux, théoriques et méthodologiques, en coopération étroite entre physiologistes, psychophysiciens, psychologues, biologistes, chimistes et informaticiens et travaille sur des questions dans le domaine de la cognition visuelle de manière interdisciplinaire avec un large spectre de méthodes.
En 2022, le directeur exécutif de l'Institut est Peter Dayan. En 2022, des scientifiques de 40 pays travaillent à l'Institut.

## Départements
Les départements et thèmes de recherche de l'Institut sont les suivants :
- Le département de neurosciences computationnelles, fondé en 2018 par Peter Dayan et dirigé par lui depuis lors.
- Le département de systèmes sensoriels et senso-moteurs, fondé en 2018, s'intéresse à la manière dont le cerveau reçoit les stimuli sensoriels, les traite et les utilise pour le contrôle moteur et la prise de décision.
- Le département de physiologie de processus cognitifs, fondé en 1997, étudie la perception visuelle des primates.
- Le département de résonance magnétique à très hauts champs, fondé en 2003, coopère avec l'Université Eberhard Karl de Tübingen et d'autres institutions de la région.
- Le département de perception, cognition et action, fondé en 1993, étudie le traitement de l'information sous-jacent à la reconnaissance visuelle et haptique et à l'orientation dans l'espace.

## International Max Planck Research School (IMPRS)
Une International Max Planck Research School intitulée The Mechanisms of Mental Function and Dysfunction (MMFD) propose une formation et des recherches de pointe sous la direction de spécialistes des neurosciences, de psychologues, de psychiatres et d'informaticiens. Les étudiants admis, diplômés titulaires d'une licence, peuvent ainsi commencer une carrière de chercheur en neurosciences.